# Whispering Corridors (Saga)
Whispering Corridors (여고괴담, Yeogogoedam) es una franquicia de películas de terror coreano distribuida por Cinema Service que cuenta con seis películas.
La Saga Comenzó en 1998 con la primera película llamada Whispering Corridors de 'Park Ki-hyeong'. Las cinco películas se ambientan en un colegio para chicas y la historia No tienen ni los mismos personajes, ni las mismas historias, ni siquiera los mismos directores ni productores. Se relacionan al ser todas llevadas a cabo en un colegio para chicas de Corea. Comienza en la noche antes del primer día del nuevo año escolar, La profesora Park, descubre algo extraño mirando los anuarios del colegio, en referencia a una antigua alumna llamada Jin Ju, la cual se suicidó hace 9 años. La profesora Park no duda en llamar a la señorita Hur Eun-young, antigua alumna y ahora profesora del instituto, que coincidió con Jin Ju en su época de estudiante. Pero en mitad de la lluviosa noche, la profesora Park es asesinada brutalmente por lo que parece ser una alumna del lugar.
La película tuvo tanto éxito en Corea del Sur que se consideró tener una secuela Memento Mori.

## Películas
| Película                    | Director                  | Guionista (s)                                   | Productor (es) | Reparto                                                           |
| --------------------------- | ------------------------- | ----------------------------------------------- | -------------- | ----------------------------------------------------------------- |
| Whispering Corridors (1998) | Park Ki-hyeong            | In Jung-ok Park Ki-hyung                        | Lee Choon-yeon | Choi Kang-hee Kim Gyu-ri Lee Mi-yeon Park Yong-soo Kim Yoo-seok   |
| Memento Mori (1999)         | Kim Tae-yong Min Kyu-dong | Kim Tae-yong Min Kyu-dong                       | Lee Chun-yeon  | Lee Young-jin Park Ye-Jin Kim Min-sun Kong Hyo-jin                |
| Wishing Stairs (2003)       | Yun Jae-yeon              | Kim Su-ah Lee Yong-yeon Eun Si-yeon Lee Soyoung | Lee Chun-yeon  | Song Ji-hyo Park Han-byul Jo An-ah                                |
| Voice (2005)                | Choi Ik-hwan              | Choi Ik-hwan                                    | Lee Chun-yeon  | Kim Ok-bin Seo Ji-hye Cha Ye-ryeon                                |
| A Blood Pledge (2009)       | Lee Jong-yong             |                                                 |                | Son Eun-seo Jang Kyeong-ah Song Min-jeong Oh Yeon-seo Yoo Shin-ae |

## Trama General

### Whispering Corridors
Trama;
La universidad de chicas Jookran, está a punto de comenzar el nuevo curso. Pero un día antes de que la escuela abra sus puertas, la Profresora Park, descubre algo extraño mirando los anuarios del colegio, en referencia a una antigua alumna llamada Jin Ju, la cual se suicidó hace 9 años. La profesora Park no duda en llamar a la señorita Hur Eun-young, antigua alumna y ahora profesora del instituto, que coincidió con Jin Ju en su época de estudiante. Pero en mitad de la lluviosa noche, la profesora Park es asesinada brutalmente por lo que parece ser una alumna del lugar.

A la mañana siguiente, varias chicas encuentran el cadáver ahorcado de la profesora, siendo obligadas a permanecer en silencio de lo que se creen un suicidio, por la dirección del colegio, que utiliza métodos muy severos con las alumnas. Pero los rumores no tardarán en llegar entre las jóvenes, que comenzaran a hablar de la existencia del fantasma de la joven Jin Ju, que habita en el instituto desde hace años.

Varias chicas del colegio, entre ellas, Lim Ji-oh, una de las chicas que encontró el cadáver de la profesora Park, su amiga Ja-yee y la nueva profesora Hur Eun-young, se verán envueltas en un misterio que hace años susurra por los pasillos del instituto.

### Memento Mori
Trama;
Dos jóvenes alumnas de un instituto, llevan su estrecha amistad mucho más lejos de la simple comprensión y compenetración, compartiendo todos sus sentimientos llegando a enamorarse. Es tan fuerte el lazo que las une, que llegan incluso a comunicarse telepáticamente.

Juntas comparten un diario en el cual escriben todas sus vivencias y secretos. Este diario llega a manos de Mi-ah, una estudiante de su misma clase que comienza a ojear las curiosas páginas, llenas de juegos y adivinanzas, llegando a obsesionarse por la historia de las dos chicas, hasta el punto de querer saber cada vez más.

Un día, una de las amigas se suicida y es encontrada muerta después de lanzarse al vacío desde lo alto de uno de los edificios del instituto.

A partir de aquí, Mi-ah, se verá inmersa en una serie de flashbacks y visiones en relación con la vida de las dos chicas y a presenciar fenómenos paranormales que le afectarán tanto a ella como a la propia escuela.

### Wishing Stairs
Trama;
La leyenda cuenta que si subes los 28 escalones de la escalera del zorro y aparece el peldaño 29, te será concedido un deseo.Cerca de éstas escaleras, hay un colegio-residencia donde viven dos estudiantes de ballet, So-hee y Jin-sung, amigas inseparables y eternas confidentes, que lo comparten todo, hasta su afición por el ballet.

De día corretean y juegan por los parques, de noche duermen juntas y comparten el sueño de llegar a ser grandes bailarinas.Hasta el día en que So-hee, es seleccionada como posible candidata para representar el papel de Giselle en un codiciado e internacional ballet ruso. Jin-sung, no se toma bien la noticia y comienza a distanciarse de su íntima amiga.
Un día, Jin-sung se encuentra con Hae-ju, una chica aniñada y obesa a la que le resulta muy difícil hacer amigos dadas su manera de ser, quien ha cambiado sorprendentemente y ha perdido peso de la noche a la mañana.

Hae-ju le cuenta que en la escalera del zorro, le apareció el peldaño 29 y pidió el deseo de perder peso.Jin-sung, muerta de envidia por la suerte que corre su amiga So-hee con el ballet, no duda en subir los escalones de la intrigante escalera y pedir un deseo del que más tarde se arrepentirá.

### Voice
Trama;
Una noche, Young Eon, una de las mejores alumnas de canto del instituto, se queda dormida mientras ensaya en el aula de música, a la mañana siguiente cuando despierta, solo recuerda la terrible pesadilla que ha tenido en la que una oscura silueta la persigue por los pasillos del colegio para matarla.

Pronto descubrirá que no se trata de una pesadilla y comprobará que inexplicablemente está muerta de verdad, nadie la puede ver ni escuchar. Sun Min, amiga íntima de Young Eon, con la que mantiene una estrecha relación, se extraña de que su amiga no haya venido ese día al instituto, pero pronto comenzará a escuchar unas voces que la aterraran. Ella es la única que puede oír a Young Eon, juntas intentarán descubrir el misterio que envuelve su muerte.

### A Blood Pledge
Trama;
Tras el suicidio de Unjoo, comienzan a surgir extraños rumores en una escuela católica, un instituto religioso. 

Cuando un grupo de amigas decide llevar a cabo un pacto en el que deciden acabar juntas con su vida, paralelamente, una alumna cae desde la azotea... Los rumores comienzan a recorrer los pasillos y las aulas del instituto, siendo estas amigas el centro de todas las sospechas... 

So-hee, Yoo-jin, Eun-yaong y Un-joon trataron de suicidarse en grupo por un pacto de sangre. El deseo y los celos se esconden detrás del pacto de muerte de las cuatro chicas, junto con la verdad de la única desaparición de Un-joo.

Pero pronto descubrirán que los rumores, no son lo único que deambula por esos pasillos...